# Siegfried (roman)
Siegfried, met als ondertitel Een zwarte idylle, is een roman van Harry Mulisch. De eerste druk werd uitgegeven door De Bezige Bij in 2001. Het thema van het boek is Hitler als het absolute niets, in een poging hem begrijpelijk te maken.

## Inhoud
1999. De gewaardeerde Nederlandse schrijver Rudolf Herter (Mulisch' alter ego) is vanwege zijn boek "De uitvinding van de liefde" in Wenen uitgenodigd door de Nederlandse ambassade. Nadat hij met het vliegtuig is gearriveerd geeft hij nog diezelfde avond een interview voor de Oostenrijkse televisie. Hoewel Herter precies denkt te weten wat hij gaat zeggen, neemt het gesprek toch een plotselinge wending. Herter krijgt door het gesprek nieuwe ideeën voor een essay over Hitler, iemand die hem al lang fascineert. Hij zegt dat er aan Hitler al honderdduizenden studies zijn gewijd, maar dat hij door die studies alleen maar onbegrijpelijker is geworden.
Herter wil het totaal anders aanpakken. Maar hoewel hij ideeën heeft, weet hij niet hoe hij deze uit kan werken. Totdat de volgende dag na een lunch met de ambassadeur en na afloop van zijn lezing een ouder echtpaar op hem afkomt. Zij hebben hem op televisie gezien en denken de oplossing te hebben voor zijn plannen. Herter spreekt de volgende dag met hen af in hun Weense bejaardenflat, alwaar zij vertellen (nadat Herter heeft beloofd niets met hun verhaal te doen totdat zij zijn overleden) dat zij de oud-bedienden van Adolf Hitler en Eva Braun waren op Hitlers Alpenvilla, de Berghof. Herters verbazing is al groot, maar wordt nog groter als Ullrich en Julia Falk hem vertellen dat Hitler een zoon van Eva had. Maar omdat Hitler zijn aanhang onder de Duitse vrouwen niet wilde verliezen, werd er besloten dat Ullrich en Julia het kind moesten grootbrengen. Eenmaal geboren werd de jongen Siegfried Falk, in plaats van Siegfried Hitler, genoemd. Als de oorlog ten einde loopt, wordt Ullrich gedwongen Siegfried te vermoorden wegens het onbewezen vermoeden dat Eva Braun en daarmee Siegfried gedeeltelijk Joods is. Als zij gedwongen uit de Berghof vertrekken, werken zij nog enige tijd in de huishouding van Seyss-Inquart in Den Haag, alvorens naar Wenen terug te keren.
Als Herter hun relaas heeft gehoord, keert hij hysterisch terug naar zijn hotelkamer. Zijn assistente Maria maakt zich zorgen om hem in die toestand, maar Herter trekt zich er niets van aan. Nadat hij zijn filosofische ideeën over Hitler heeft ingesproken op zijn dictafoon, sterft hij aan een hartaanval. Zijn laatste woorden die Maria hoort bij het afspelen van de dictafoon, zijn: '...hij... hij... hij is hier...' Dit waren bijna letterlijk de woorden die Hitler ook had uitgesproken toen men hem midden in de nacht panisch aantrof in zijn kamer. Hitler spreekt de zin echter in de verleden tijd uit, waar Herter de zin in de tegenwoordige tijd uitspreekt.

## Herters theorie
De (fictieve) filosofische ideeën die Herter aan het eind van het boek in een monoloog uitspreekt, vormen het belangrijkste deel van het boek. Zij vormen namelijk de theorie die Herter uiteen wil zetten na het interview dat hij had afgenomen. De theorie bestaat voornamelijk uit verbanden tussen Nietzsche en Hitler. Enkele speerpunten zijn:
- Nietzsches verval tot krankzinnigheid viel volgens hem chronologisch samen met de ontwikkeling van Hitlers foetus.
- Zowel Nietzsche als Hitler werden 56 jaar oud.
- Nietzsche laat de profeet Zarathoestra in zijn filosofische roman Also sprach Zarathustra allerlei moeilijk te interpreteren uitspraken declameren, waarvan sommige in zekere zin zouden kunnen worden opgevat als een soort voorspelling van de (Tweede) Wereldoorlog.
- Hitler is geen normaal mens, maar 'het niets' ("een vacuüm dat zich volzoog met andere mensen, een zwart gat, een singulariteit in mensengedaante"). "Na de dood van God stond het Niets voor de deur, en Hitler was zijn eniggeboren zoon." "Het geloof aan Niets, en Nietzsche is zijn profeet."
- De middeleeuwse theoloog Anselmus van Canterbury beredeneerde in de 11e eeuw een godsbewijs. "God is volmaakt, dus hij bestaat, want anders was hij niet volmaakt." God staat derhalve voor 'het Zijnde', Hitler staat voor 'het Niets'.

## Siegfried in de media
- Een interview met Harry Mulisch over Siegfried